# Федеральный закон № 83-ФЗ 2010 года
Федеральный закон от 8 мая 2010 года № 83-ФЗ «О внесении изменений в отдельные законодательные акты Российской Федерации в связи с совершенствованием правового положения государственных (муниципальных) учреждений» (ФЗ-83, закон о коммерциализации бюджетной сферы) — федеральный закон Российской Федерации, вступивший в силу с 1 января 2011 года.

## Дискуссия о законе
Закон вызвал в обществе широкую дискуссию. Существуют как сторонники, так и противники данного законопроекта. Сторонники закона (в основном, рыночные фундаменталисты) утверждают, что в результате реализации федерального закона повысится эффективность бюджетных учреждений за счёт повышения полноты и качества услуг. Противники антинародного закона заявляют о коммерциализации бюджетных учреждений, которая наступит после его реализации. Даже защитники антинародного закона вынуждены признать, что уже само его принятие порождает массу злоупотреблений. К примеру, заместитель министра финансов Татьяна Нестеренко заявляет:

Есть информация, что уже сейчас учителя в школах требуют от родителей нести деньги, ссылаясь на закон «О совершенствовании правового положения государственных (муниципальных) учреждений». Это просто вымогательство. Как раз этот факт подтверждает, что ничего подобного в законе нет. Хотя бы потому, что закон вступает в силу только с 1 января 2011 года. А сейчас ведется подготовительная работа по созданию его нормативно-правовой базы.— Абсурдность коммерциализации бюджетной сферы. Завуч.инфо. Дата обращения: 29 мая 2020.
Всех защитников закона о коммерциализации бюджетной сферы превзошёл председатель комитета Госдумы по труду и социальной политике Андрей Исаев. В адрес парламентской оппозиции он заявил следующую информацию:

Ряд представителей оппозиции продолжают лживую пропаганду о том, что этот закон якобы с завтрашнего дня вводит платную медицину и платное образование. Результаты этой пропаганды не заставили себя долго ждать. Дымовой завесой воспользовались. Сегодня к нам приходят граждане на прием, избиратели, которые рассказывают об том, как определенные руководители бюджетных учреждений со ссылкой на этот закон уже сейчас осуществляют некие платные манипуляции: МРТ только за деньги, перевод из класса в класс только за деньги. Таким образом, политическим мошенничеством оппозиции воспользовались реальные мошенники. Это результат вашей пропаганды.— Абсурдность коммерциализации бюджетной сферы. Завуч.инфо. Дата обращения: 29 мая 2020.
После первого чтения Государственной думы, прошедшего 12 февраля 2010 года, Коммунистическая партия Российской Федерации выступила резко против принятия законопроекта. Резкой критике законопроект подверг и представитель либерально-консервативной общественности, научный редактор журнала «Эксперт» Александр Привалов. В статье «О готовящейся бомбе» он заявил, что при распределении государственных заданий, пришедших на смену сметному финансированию, в моду войдут откаты.

## Принятие
23 апреля депутатами Государственной Думы в третьем чтении закон был принят (315 депутатов поддержали законопроект, 94 депутата проголосовали против). Одобрен Советом Федерации 28 апреля 2010 года. 8 мая 2010 года президент РФ Дмитрий Медведев подписал федеральный закон «О внесении изменений в отдельные законодательные акты Российской Федерации в связи с совершенствованием правового положения государственных (муниципальных) учреждений».

## Содержание
Согласно закону все государственные и муниципальные учреждения разделены на три типа: казённые, автономные и бюджетные. Казённые предприятия обязаны перечислять все доходы от своей деятельности в государственный бюджет, при этом, чтобы перейти в статус казённых учреждений, не требуется много организационных моментов. Казёнными учреждениями (КУ) могут быть управления объединений, управления соединений и воинских частей Вооружённых сил России, военные комиссариаты, органы управления внутренними войсками, органы управления войсками гражданской обороны, соединения и воинские части внутренних войск, а также других войск и воинских формирований; СИЗО и тюрьмы, а также специализированные учреждения для несовершеннолетних, нуждающихся в социальной реабилитации; учреждения главного управления специальных программ президента России, Государственной фельдъегерской службы, Федеральной миграционной службы, Федеральной таможенной службы, Федерального космического агентства, Федеральной службы безопасности, Службы внешней разведки, Федеральной службы охраны, Федеральной службы по контролю за оборотом наркотиков, подразделения противопожарной службы МЧС; психиатрические больницы, лепрозории и противочумные учреждения.
Другие государственные учреждения могут получить статус автономных учреждений (АУ) и бюджетных учреждений нового типа (БУ, БУНТ). Согласно закону автономное учреждение избавляется от необходимости отчитываться перед государством по доходам, а также получает право распоряжаться всем своим имуществом, за исключением особо ценного. При этом за автономное учреждение государство не несёт ответственности. Бюджетные учреждения финансируются на основе государственного задания, могут заключать крупные сделки только с согласия учредителя (государства, муниципалитета). Бюджетное учреждение не может открывать счёт вне казначейской системы, а также обязано проводить тендеры при любых закупках. Законопроект предусматривает расширение перечня собственников, которые смогут владеть бюджетными организациями, при этом прописывается запрет на отчуждение особо ценной собственности учреждений. Вступил в силу с 1 января 2011 года за исключением отдельных положений. С 1 января 2011 года до 1 июля 2012 года предусмотрен переходный период.

## Реакция
Олег Смолин выделяет лишь одно положительное последствие закона в виде расширения экономической самостоятельности образовательных учреждений. Вместе с тем депутат Госдумы от КПРФ выделяет несколько отрицательных последствий: фактическое превращение некоммерческих организаций в разновидность коммерческих, увеличение коррупции через формулирование государственных заданий чиновниками для автономных учреждений (схема проста: распил + откат), облегчение процесса ликвидации образовательных учреждений через отказ от госзаданий. Борис Кагарлицкий замечает, что закон подрывает организационную структуру и систему финансирования образования.
Во многих городах России прошли выступления против нового антинародного закона. Три фракции Законодательного собрания Санкт-Петербурга внесли на рассмотрение парламента проект инициативы об отмене антинародного закона о коммерциализации бюджетной сферы. После принятия закона возникло движение «Гражданская инициатива за бесплатное среднее образование», которое организовало 15 мая 2010 года акции протеста во многих российских городах. Одним из требований движения является отмена антинародного закона, поскольку он противоречит Конституции.